# آکادمی ملی مهندسی
آکادمی ملی مهندسی (NAE) مؤسسه‌ای غیرانتفاعی و دولت ساخته در ایالات متحده است که در ۱۹۶۴ توسط همان لایحه‌ای تأسیس شد که منجر به تأسیس آکادمی ملی علوم شد. این آکادمی به عنوان یک آکادمی ملی از اعضایی تشکیل می‌شود که توسط اعضای کنونی بر اساس دستاوردهای ممتاز و پیوستهٔ خود در تحقیق دست اول خود برگزیده می‌شوند. فرایند انتخاب اعضای جدید هم‌اکنون سالانه است.
اعضای NAE باید رسماً شهروندان ایالات متحده باشند. به غیر شهروندانی که در NAE انتخاب شوند «وابسته خارجی» گفته می‌شود. بنا بر سایت NAE, "NAE بیش از ۲۰۰۰ عضو و وابسته خارجی و افراد حرفه‌ای ارشد در کسب و کار، دانشگاه‌ها و دولت دارد که توسط اعضا انتخاب شده‌اند که جزو موفق‌ترین مهندسین جهان هستند.»
انتخاب به عضویت در NAE یکی از بالاترین افتخارات در زمینه‌های مرتبط با مهندسی است و اغلب به عنوان گرامیداشت دستاوردهای یک عمر فعالیت اعطا می‌شود.